# ألفبائية صوتية
الألفبائية الصوتية (بالإنجليزية: Phonetic alphabet)‏ هي نظام كتابة يستعمل لنسخ الأصوات المنطوقة وتمثيلها بهيئة حروف مقروءة.